# Aeroporto di Tenerife-Nord
L'Aeroporto di Tenerife-Nord o Aeroporto di ciudad de La Laguna (ICAO: GCXO - IATA: TFN) è un aeroporto spagnolo situato a due chilometri da San Cristóbal de La Laguna e a undici chilometri da Santa Cruz de Tenerife, nelle Isole Canarie.
È uno dei due aeroporti di Tenerife, con l'aeroporto di Tenerife-Sud. La somma dei passeggeri dei due aeroporti dell'isola fa di Tenerife l'isola con il più grande movimento di passeggeri delle Isole Canarie, con un totale di 15.954.190 passeggeri nel 2017.

## Storia
Nell'inverno 1929, alcuni anni prima che l'aeroporto di Los Rodeos fosse costruito, la zona venne sommariamente sistemata per ospitare il primo volo (ancora non ufficiale) di collegamento fra le Isole Canarie, operato con un Arado VI D-1594 della Deutsche LuftHansa.
Nel maggio 1930 la Compañía de Líneas Aéreas Subvencionadas S.A. (CLASSA) stabilì a Los Rodeos il primo collegamento fra le Canarie con un Ford Trimotor.
Fra il 1935 e il 1939 vennero costruiti una serie di piccoli hangar e venne ampliata la striscia di terra destinata agli atterraggi.
Nel luglio 1936 Francisco Franco volò da Los Rodeos dopo aver conquistato le Isole Canarie nel contesto della guerra civile spagnola. I voli regolari ripresero il 23 gennaio 1941 mediante un de Havilland DH.89A Dragon Rapide.
Dal 1946 vennero costruiti hangar, un terminal passeggeri e una pista asfaltata di 800 metri, e lo scalo aprì ufficialmente ai voli internazionali. La pista venne allungata negli anni cinquanta fino a raggiungere i 2400 metri nel 1953.
Nel 1964 la pista venne portata a 3 000 metri e venne installato un nuovo sistema di navigazione. Nel 1971, nella prospettiva di ospitare i Boeing 747, l'aeroporto venne dotato di sistema ILS.
Nel 1977 Los Rodeos fu teatro del più grave incidente aereo di tutti i tempi, quando due Boeing 747 si scontrarono sulla pista, provocando 583 morti.

## Incidenti

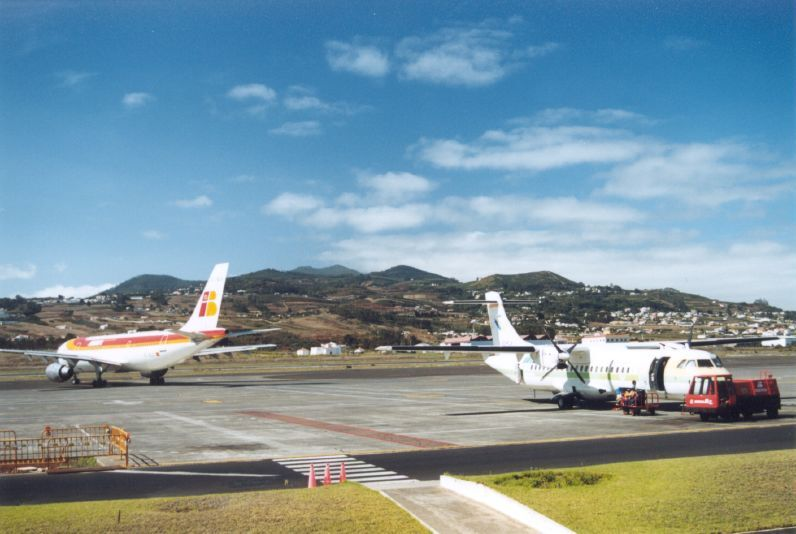
Aerei a Los Rodeos.

- 5 maggio 1965: un Lockheed Constellation, 30 morti.
- 7 dicembre 1965: un Douglas DC-3, 32 morti.
- 5 gennaio 1970: un Fokker F27, nessun morto.
- 3 dicembre 1972: un Convair 240, 155 morti.
- 27 marzo 1977: due Boeing 747, 583 morti, incidente aereo civile più mortale della storia.[2]
- 25 aprile 1980: un Boeing 727, 146 morti.